# Exocentrus albovarius
Exocentrus albovarius är en skalbaggsart som beskrevs av Fisher 1925. Exocentrus albovarius ingår i släktet Exocentrus och familjen långhorningar.
Artens utbredningsområde är Filippinerna. Inga underarter finns listade i Catalogue of Life.